# Памятник де Голлю (Москва)
Памятник генералу Шарлю де Голлю в Москве установлен на одноимённой площади в Алексеевском районе города рядом с гостиницей «Космос».

## История
Решение о создании памятника было принято на заседании градостроительного совета Москвы в 2002 году.
Памятник был создан архитектором А. В. Кузьминым и скульптором Зурабом Церетели. Де Голль изображён стоящим в полной военной форме. Скульптурная композиция поражает своими размерами: только постамент, выполненный из гранита, имеет высоту 10 метров, а бронзовая статуя де Голля — 8 метров. Табличка на постаменте на русском и французском языках гласит:
ГЕНЕРАЛ ШАРЛЬ ДЕ ГОЛЛЬ. ПРЕЗИДЕНТ ФРАНЦУЗСКОЙ РЕСПУБЛИКИ
 По словам Церетели, большие размеры памятника должны гармонировать с внушительными размерами гостиницы «Космос».
Памятник Шарлю де Голлю был торжественно открыт 9 мая 2005 года президентом России Владимиром Путиным и президентом Франции Жаком Шираком. На церемонии присутствовали также французские ветераны Второй Мировой войны.
Мнения о памятнике расходятся. В частности, крайне резко о скульптуре работе Церетели отозвалась французская Le Figaro.